# Гартмут фон Матушка
Граф Гартмут фон Матушка, барон фон Топпольчан унд Шпетген (нім. Hartmut Graf von Matuschka, Freiherr von Toppolczan und Spaetgen; 29 грудня 1914, Дрезден — 25 листопада 1944, Атлантичний океан) — німецький офіцер-підводник, капітан-лейтенант крігсмаріне. Кавалер Німецького хреста в золоті.

## Біографія
Походив з богемського шляхетського роду Матушок. 8 квітня 1934 року вступив на флот. У вересні 1939 року служив в 13-му дивізіоні корабельних гармат. З вересня 1939 року — 2-й ад'ютант комендатури Готенгафена. З листопада 1939 року — ад'ютант 9-го запасного дивізіону морської артилерії. З січня 1940 року — офіцер роти корабельних гармат, з серпня 1940 року — вахтовий і 1-й офіцер постачання їдальні на важкому крейсері «Принц Ойген». В березні-листопаді 1943 року пройшов курси підводника і командира підводного човна. З 1 грудня 1943 року — командир підводного човна U-482, на якому здійснив 2 походи (разом 50 днів у морі). 25 листопада 1944 року U-482 був потоплений в Північній Атлантиці західніше Шетландських островів (60°18′ пн. ш. 04°52′ зх. д.) глибинними бомбами британського фрегата «Ацесіон» після виявлення норвезьким летючим човном «Сандерленд». Всі 48 членів екіпажу загинули.
Всього за час бойових дій потопив 5 кораблів загальною водотоннажністю 32 621 тонну.
| Дата           | Назва корабля           | Тип               | Тоннаж | Вантаж                                                                          | Екіпаж | Загинули | Країна             | Конвой  |
| -------------- | ----------------------- | ----------------- | ------ | ------------------------------------------------------------------------------- | ------ | -------- | ------------------ | ------- |
| 30 серпня 1944 | Jacksonville            | Турбінний танкер  | 10,448 | 141 000 барелів 80-октанового бензину                                           | 80     | 78       | США                | CU-36   |
| 1 вересня 1944 | HMS Hurst Castle (K416) | Корвет            | 1,010  |                                                                                 | 124    | 17       | Британська імперія |         |
| 3 вересня 1944 | Fjordheim               | Торговий пароплав | 4,115  | 4000 тонн антрациту                                                             | 38     | 3        | Норвегія           | ONF-251 |
| 8 вересня 1944 | Empire Heritage         | Паровий танкер    | 15,702 | 16 000 тонн мазуту і 1942 тонни палубних вантажів, включаючи танки і вантажівки | 163    | 112      | Британська імперія | HX-305  |
| 8 вересня 1944 | Pinto                   | Рятувальне судно  | 1,346  | Баласт                                                                          | 59     | 18       | Британська імперія | HX-305  |

## Звання
- Кандидат в офіцери (8 квітня 1934)
- Морський кадет (26 вересня 1934)
- Фенріх-цур-зее (1 липня 1935)
- Оберфенріх-цур-зее (1 січня 1937)
- Лейтенант-цур-зее (1 квітня 1937)
- Оберлейтенант-цур-зее (1 квітня 1939)
- Капітан-лейтенант (1 квітня 1942)

## Нагороди
- Медаль «За вислугу років у Вермахті» 4-го класу (4 роки)
- Залізний хрест 2-го і 1-го класу
- Нагрудний знак флоту (1941)
- Нагрудний знак підводника
- Німецький хрест в золоті (12 вересня 1944)